# 2+2 места
Определението 2+2 места се използва за обозначаване на клас автомобили, чиято вътрешна конфигурация позволява настаняването на двама души отпред и на двама на задния ред седалки, които често не предлагат очакваното ниво на комфорт. Не съществува строга дефиниция относно този клас автомобили, но повечето от тях имат по-спортен дух от средния клас автомобили, често каросерията им е тип купе. Въпреки че множество от кабриолетите и тарга каросериите имат конфигурация на местата 2+2, те обикновено не се отнасят към тази категория автомобили.
Съвсем малко коли изрично са обозначавани като 2+2 – по-бележитите от тях са класическият Форд Mustang от периода 1964 – 1973 г., Ягуар E-type, Лотус Elan, Нисан 300ZX и моделите 2+2 на Понтиак. Порше 911 се вписва идеално в концепцията 2+2 с малките си задни седалки, които биха могли да се използват само от малки деца и кучета.

## Скорошни 2+2 автомобили
- Aston Martin DB9
- Ферари 612 Scaglietti
- Нисан 300ZX
- Порше 911
- Мазерати Gran Turismo
- Мицубиши 3000GT
- Форд Mustang
- Мазда RX-8